# Eomesothele noninclinata
 (juillet 2019).
Genre
Espèce
Eomesothele noninclinata, unique représentant du genre Eomesothele, est une espèce fossile d'araignées mésothèles de la famille des Eomesothelidae.

## Distribution
Cette espèce a été découverte dans de l'ambre de Birmanie. Elle date du Crétacé.

## Description
L'holotype mesure 1,9 mm.

## Publication originale
- Wunderlich, 2019 : What is a spider? Cretaceous fossils modify strongly phylogenetics as well as diagnoses of families, superfamilies and even suborders of spiders (Araneida) and other arthropods. Beiträge zur Araneologie, vol. 12, p. 1–32.